# Буртинська сільська рада
Бу́ртинська сільська́ ра́да — адміністративно-територіальна одиниця та орган місцевого самоврядування в Полонському районі Хмельницької області. Адміністративний центр — село Буртин.

## Загальні відомості
Буртинська сільська рада утворена в 1923 році.
- Територія ради: 3,107 км²
- Населення ради: 1 159 осіб (станом на 2001 рік)

## Населені пункти
Сільській раді були підпорядковані населені пункти:
- с. Буртин
- с. Залісся
- с-ще Лісне
- с. Новаки

## Склад ради
Рада складалася з 18 депутатів та голови.
- Голова ради: Островська Станіслава Станіславівна

### Керівний склад попередніх скликань
| Прізвище, ім'я, по батькові         | Основні відомості                                                               | Дата обрання | Дата звільнення |
| ----------------------------------- | ------------------------------------------------------------------------------- | ------------ | --------------- |
| Койкова Станіслава Станіславівна    | Сільський голова, 1962 року народження, позапартійна                            | 26.03.2006   | 31.10.2010      |
| Островська Станіслава Станіславівна | Сільський голова, 1962 року народження, освіта середня спеціальна, позапартійна | 31.10.2010   |                 |

Примітка: таблиця складена за даними сайту Верховної Ради України

### Депутати
За результатами місцевих виборів 2010 року депутатами ради стали:

#### За суб'єктами висування
| Суб'єкт висування                       | Кількість обраних депутатів | %    |
| --------------------------------------- | --------------------------- | ---- |
| Українська Народна Партія               | 11                          | 61,1 |
| Партія регіонів                         | 4                           | 22,2 |
| Комуністична партія України             | 1                           | 5,6  |
| Політична партія «Українська платформа» | 1                           | 5,6  |
| Соціалістична партія України            | 1                           | 5,6  |

#### За округами
| № округу                                | Прізвище, ім'я, по батькові        | Дата визнання обраним | Освіта             | Партійна приналежність                        | Відомості про обраного депутата                       |
| --------------------------------------- | ---------------------------------- | --------------------- | ------------------ | --------------------------------------------- | ----------------------------------------------------- |
| Комуністична партія України             |                                    |                       |                    |                                               |                                                       |
| 9                                       | Микиташ Юлія Юзефівна              | 03.11.2010            | вища               | позапартійна                                  | КП Буртинський Завод вогнетривів, робітниця           |
| Партія регіонів                         |                                    |                       |                    |                                               |                                                       |
| 4                                       | Левицький Володимир Володимирович  | 03.11.2010            | середня            | позапартійний                                 | Полонське лісництво, лісник                           |
| 11                                      | Костюк Олександр Жоржович          | 03.11.2010            | середня            | позапартійний                                 | Буртинська загальноосвітня школа, охоронець           |
| 14                                      | Андрушко Павло Іванович            | 03.11.2010            | середня спеціальна | позапартійний                                 | Догляд за дитиною інвалідом                           |
| 17                                      | Муравський Віктор Миколайович      | 03.11.2010            | середня спеціальна | позапартійний                                 | тимчасово не працює                                   |
| Політична партія «Українська платформа» |                                    |                       |                    |                                               |                                                       |
| 16                                      | Ейсмонт Оксана Дмитрівна           | 03.11.2010            | середня            | член Політичної партії «Українська платформа» | ТОВ «Майдан-Вільський кар'єр», обліковець             |
| Соціалістична партія України            |                                    |                       |                    |                                               |                                                       |
| 2                                       | Гросул Юлія Іванівна               | 03.11.2010            | середня спеціальна | позапартійна                                  | пенсіонер                                             |
| Українська Народна Партія               |                                    |                       |                    |                                               |                                                       |
| 1                                       | Матюх Сергій Олександрович         | 03.11.2010            | середня            | позапартійний                                 | КП Буртинський Завод вогнетривів, заступник директора |
| 3                                       | Муравська Віра Володимирівна       | 03.11.2010            | середня            | позапартійна                                  | Буртинська пошта, листоноша                           |
| 5                                       | Ставінська Валентина Володимирівна | 03.11.2010            | середня спеціальна | позапартійна                                  | Дошкільний навчальний заклад с. Буртин, завідувач     |
| 6                                       | Ставінська Тетяна Миколаївна       | 03.11.2010            | середня            | позапартійна                                  | тимчасово не працює                                   |
| 7                                       | Кукліновська Станіслава Феліксівна | 03.11.2010            | середня спеціальна | позапартійна                                  | Буртинська загальноосвітня школа, вчитель             |
| 8                                       | Патик Любов Володимирівна          | 03.11.2010            | середня спеціальна | позапартійна                                  | Буртинська сільська рада, спеціаліст 2 категорії      |
| 10                                      | Салацький Юрій Леонідович          | 03.11.2010            | середня спеціальна | позапартійний                                 | Буртинська загальноосвітня школа, водій               |
| 12                                      | Лінкевич Людмила Йосипівна         | 03.11.2010            | вища               | позапартійна                                  | Буртинська сільська рада, секретар                    |
| 13                                      | Свінціцька Тетяна Олексіївна       | 03.11.2010            | середня            | позапартійна                                  | Магазин «Едем», продавець                             |
| 15                                      | Свиридюк Світлана Іванівна         | 03.11.2010            | середня спеціальна | позапартійна                                  | Буртинська сільська рада, бухгалтер                   |
| 18                                      | Костюк Леся Олександрівна          | 03.11.2010            | середня            | позапартійна                                  | Клуб с. Залісся, прибиральниця                        |